# Barcelona Ladies Open
Barcelona Ladies Open byl profesionální tenisový turnaj žen, hraný ve španělské Barceloně. Vznikl v sedmdesátých letech 20. století, kdy byl známý jako Spanish Championships. Později v osmdesátých a devadesátých letech nesl název International Championships of Spain.
V roce 1996 byl poprvé nahrazen jiným turnajem. V Barceloně se znovu objevil v sezóně 2007 pod jménem Barcelona KIA. V období 2009–2012 se konal jako Barcelona Ladies Open. V sezóně 2013 byl turnaj nahrazen novou norimberskou událostí konanou pod jménem Nürnberger Versicherungscup.
Hrál se na otevřených antukových dvorcích a celková dotace turnaje v sezóně 2012 činila 220 000 dolarů. V rámci okruhu WTA Tour se v letech 2009–2012 řadil do kategorie WTA International Tournaments.
Do soutěže dvouhry nastupovalo třicet dva hráček a čtyřhry se účastnilo šestnáct párů. Nejvíce singlových titulů získala bývalá světová jednička Arantxa Sánchezová Vicariová ze Španělska, když turnaj vyhrála pětkrát. V letech 1989–1995 se probojovala šestkrát do finále. Pouze v roce 1992 ji dokázala porazit tehdy jugoslávská tenistka Monika Selešová.

## Přehled finále

### Dvouhra
| Rok        | Vítězka                      | Finalistka                   | Výsledek          |
| 2013       | turnaj se nekonal            | turnaj se nekonal            | turnaj se nekonal |
| 2012       | Sara Erraniová               | Dominika Cibulková           | 6–2, 6–2          |
| 2011       | Roberta Vinciová             | Lucie Hradecká               | 4–6, 6–2, 6–2     |
| 2010       | Francesca Schiavoneová       | Roberta Vinciová             | 6-1, 6-1          |
| 2009       | Roberta Vinciová             | Maria Kirilenková            | 6-0, 6-4          |
| 2008       | Maria Kirilenková            | María J. M. Sánchezová       | 6-0, 6-2          |
| 2007       | Meghann Shaughnessyová       | Edina Gallovitsová           | 6-3, 6-2          |
| 2006 –1996 | turnaj se nekonal            | turnaj se nekonal            | turnaj se nekonal |
| 1995       | Arantxa Sánchezová Vicariová | Iva Majoliová                | 5-7, 6-0, 6-2     |
| 1994       | Arantxa Sánchezová Vicariová | Iva Majoliová                | 6-0, 6-2          |
| 1993       | Arantxa Sánchezová Vicariová | Conchita Martínezová         | 6-1, 6-4          |
| 1992       | Monika Selešová              | Arantxa Sánchezová Vicariová | 3-6, 6-2, 6-3     |
| 1991       | Conchita Martínezová         | Manuela Malejevová           | 6-4, 6-1          |
| 1990       | Arantxa Sánchezová Vicariová | Isabel Cuetová               | 6-4, 6-2          |
| 1989       | Arantxa Sánchezová Vicariová | Helen Kelesiová              | 6-2, 5-7, 6-1     |
| 1988       | Neige Diasová                | Bettina Fulcová              | 6-3, 6-3          |
| 1987       | turnaj se nekonal            | turnaj se nekonal            | turnaj se nekonal |
| 1986       | Petra Huberová               | Laura Garroneová             | 7-6(4), 6-0       |
| 1985       | Sandra Cecchiniová           | Raffaella Reggiová           | 6-3, 6-4          |
| 1979–84    | turnaj se nekonal            | turnaj se nekonal            | turnaj se nekonal |
| 1978       | Hana Mandlíková              | Sabina Simmondsová           | 6-1, 5-7, 6-3     |
| 1977       | turnaj se nekonal            | turnaj se nekonal            | turnaj se nekonal |
| 1976       | Renáta Tomanová              | Virginia Ruziciová           | 3-6, 6-4, 6-2     |
| 1975       | turnaj se nekonal            | turnaj se nekonal            | turnaj se nekonal |
| 1974       | Nathalie Fuchsová            | Glynis Colesová              | 7-5, 8-6          |
| 1973       | turnaj se nekonal            | turnaj se nekonal            | turnaj se nekonal |
| 1972       | Gail Sherriffová             | Nathalie Fuchsová            | 6-1, 6-4          |

### Čtyřhra
| Rok        | Vítězky                                                   | Finalistky                                               | Výsledek           |
| 2013       | turnaj se nekonal                                         | turnaj se nekonal                                        | turnaj se nekonal  |
| 2012       | Sara Erraniová Roberta Vinciová                           | Flavia Pennettaová Francesca Schiavoneová                | 6–0, 6–2           |
| 2011       | Iveta Benešová Barbora Záhlavová-Strýcová                 | Natalie Grandinová Vladimíra Uhlířová                    | 5–7, 6–4, [11–9]   |
| 2010       | Sara Erraniová Roberta Vinciová                           | Timea Bacsinszká Tathiana Garbinová                      | 6-1, 3-6, 10-2     |
| 2009       | Nuria Llagosteraová Vivesová María José Martínez Sánchez  | Sorana Cîrsteaová Andreja Klepačová                      | 3-6, 6-2, 10-8     |
| 2008       | Lourdes Domínguezová Linová Arantxa Parraová Santonjaová  | Nuria Llagosteraová Vivesová María José Martínez Sánchez | 4-6, 7-5, 10-4     |
| 2007       | Nuria Llagosteraová Vivesová Arantxa Parraová Santonjaová | Lourdes Domínguezová Linová Flavia Pennettaová           | 7-6(3), 2-6, 12-10 |
| 2006 –1996 | turnaj se nekonal                                         | turnaj se nekonal                                        | turnaj se nekonal  |
| 1995       | Larisa Neilandová Arantxa Sánchezová Vicariová            | Mariaan de Swardtová Iva Majoliová                       | 7-5, 4-6, 7-5      |
| 1994       | Larisa Neilandová Arantxa Sánchezová Vicariová            | Julie Halardová-Decugisová Nathalie Tauziatová           | 6-2, 6-4           |
| 1993       | Conchita Martínezová Arantxa Sánchezová Vicariová         | Magdalena Malejevová Manuela Malejevová                  | 4-6, 6-1, 6-0      |
| 1992       | Conchita Martínezová Arantxa Sánchezová Vicariová         | Nathalie Tauziatová Judith Wiesnerová                    | 6-4, 6-1           |
| 1991       | Martina Navrátilová Arantxa Sánchezová Vicariová          | Nathalie Tauziatová Judith Wiesnerová                    | 6-1, 6-3           |
| 1990       | Mercedes Pazová Arantxa Sánchezová Vicariová              | Sabrina Golešová Patricia Tarabiniová                    | 6-7(7), 6-2, 6-1   |
| 1989       | Jana Novotná Tine Scheuerová-Larsenová                    | Arantxa Sánchezová Vicariová Judith Wiesnerová           | 6-2, 2-6, 7-6(3)   |
| 1988       | Iva Budařová Sandra Wassermanová                          | Anna-Karin Olssonová María José Llorcová                 | 1-6, 6-3, 6-2      |
| 1987       | turnaj se nekonal                                         | turnaj se nekonal                                        | turnaj se nekonal  |
| 1986       | Iva Budařová Catherine Tanvierová                         | Petra Huberová Petra Keppelerová                         | 6-2, 6-1           |
| 1985       | Petra Delheesová Pat Medradová                            | Penny Bargová Adriana Villagranová                       | 6-1, 6-0           |
| 1977–84    | turnaj se nekonal                                         | turnaj se nekonal                                        | turnaj se nekonal  |
| 1976       | Florenta Mihaiová Virginia Ruziciová                      | Nathalie Fuchsová Michele Gurdalová                      | 6-2, 6-4           |
| 1973–75    | turnaj se nekonal                                         | turnaj se nekonal                                        | turnaj se nekonal  |
| 1972       | Gail Sherriffová Nathalie Fuchsová                        | Michele Gurdalová Monique Van Haverová                   | 6-4, 6-2           |